# Вадо (Анкона)
Вадо (итал. Vado) насеље је у Италији у округу Анкона, региону Марке.
Према процени из 2011. у насељу је живело 13 становника. Насеље се налази на надморској висини од 351 м.